# Zemarco (prefeito urbano)
Zemarco (em latim: Zemarchus; em grego: Ζήμαρχος) foi um oficial bizantino do século VI, ativo durante o reinado do imperador Justiniano (r. 527–565).

## Vida
Zemarco aparece pela primeira vez em 562, quando foi prefeito honorário. No mesmo ano, era curador da residência de Placídia, mas foi demitido em 3 de março e substituído por Teodoro em decorrência de acusações de Jorge e João de que ele havia difamado o imperador. Antes de 565, foi nomeado prefeito urbano de Constantinopla, posto que reocuparia em 565. Seu segundo mandato foi curto, no entanto, pois ao tentar prender um jovem aparentemente pertencente à facção Verde do Hipódromo, uma onda de violência eclodiu na cidade e Zemarco foi substituído por Juliano. Seu nome aparece registrado em pesos de bronze, num dos quais descrito como cônsul honorário, bem como em pesos de vidro.